# Cypripedium plectrochilum
Espèce
Statut de conservation UICN

 VU  : Vulnérable
Statut CITES
Cypripedium plectrochilum est une espèce d'orchidées du genre Cypripedium originaire de Chine et de Birmanie.